# Cora (Unternehmen)

Logo

Cora (Eigenschreibweise: cora) ist eine belgische Supermarktkette, die mit sieben sogenannten hypermarchés (Hypermarkt) im Land vertreten ist. Sie gehört zum Unternehmen Groupe Louis Delhaize. Ursprünglich in Frankreich gegründet, zuletzt mit Sitz in Marne-la-Vallée, östlich von Paris, war das Unternehmen auch in anderen Ländern vertreten. Im Rahmen vom Verkauf mehrerer Vertriebslinien der Groupe Louis Delhaize wurden alle Cora-Auslandsaktivitäten, darunter auch die französischen Märkte bis 2024 an verschiedene Mitbewerber veräußert.

## Geschichte

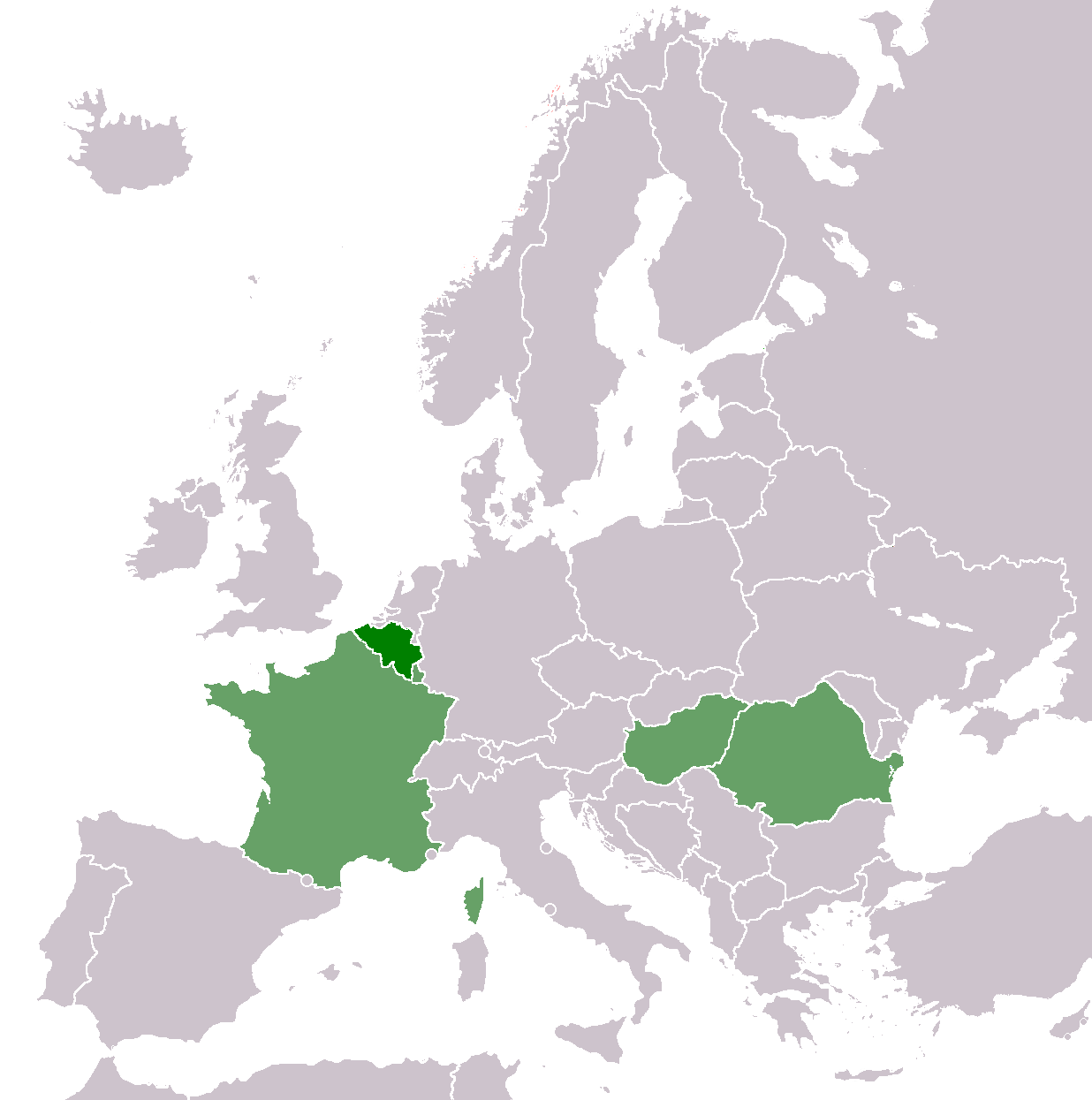
Länder mit heutigen (grün) und ehemaligen (hellgrün) Cora-Standorten

### Frankreich

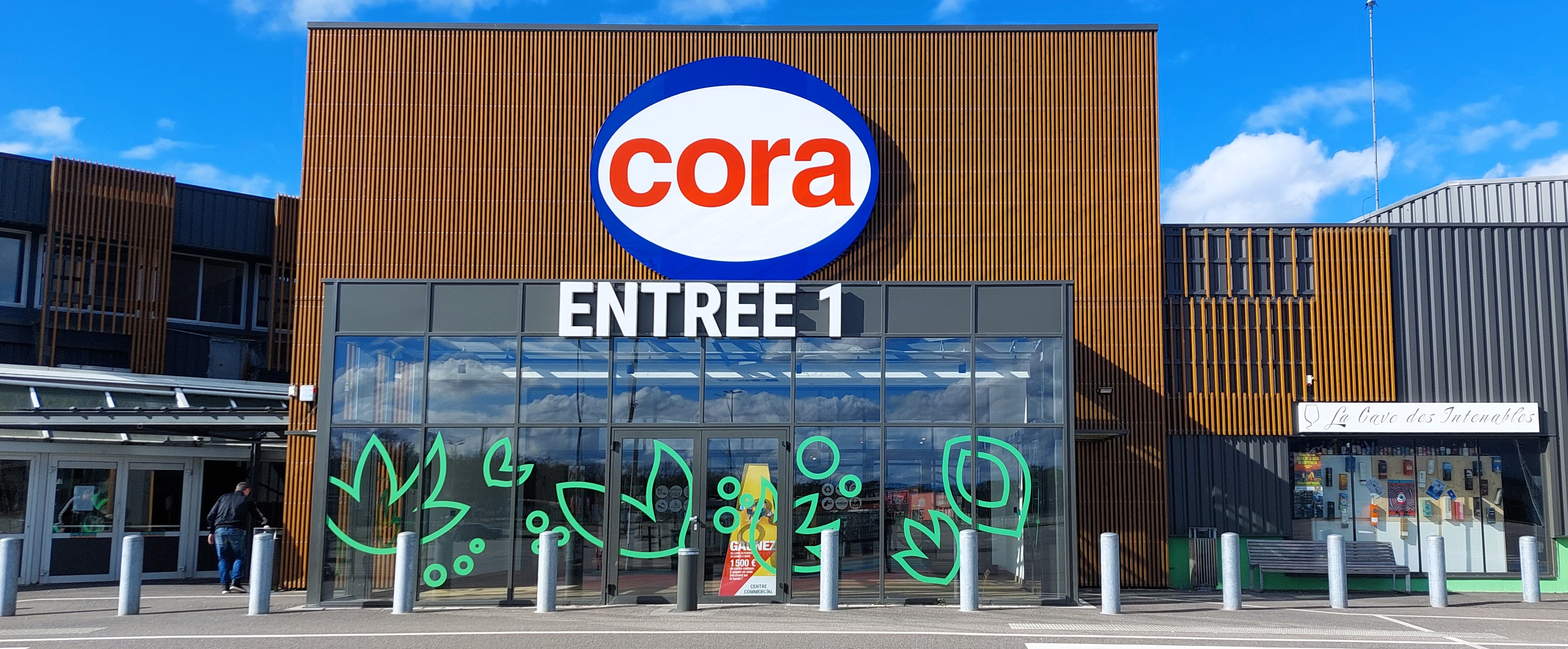
Cora-Hypermarkt in Hagenau im Jahr 2024

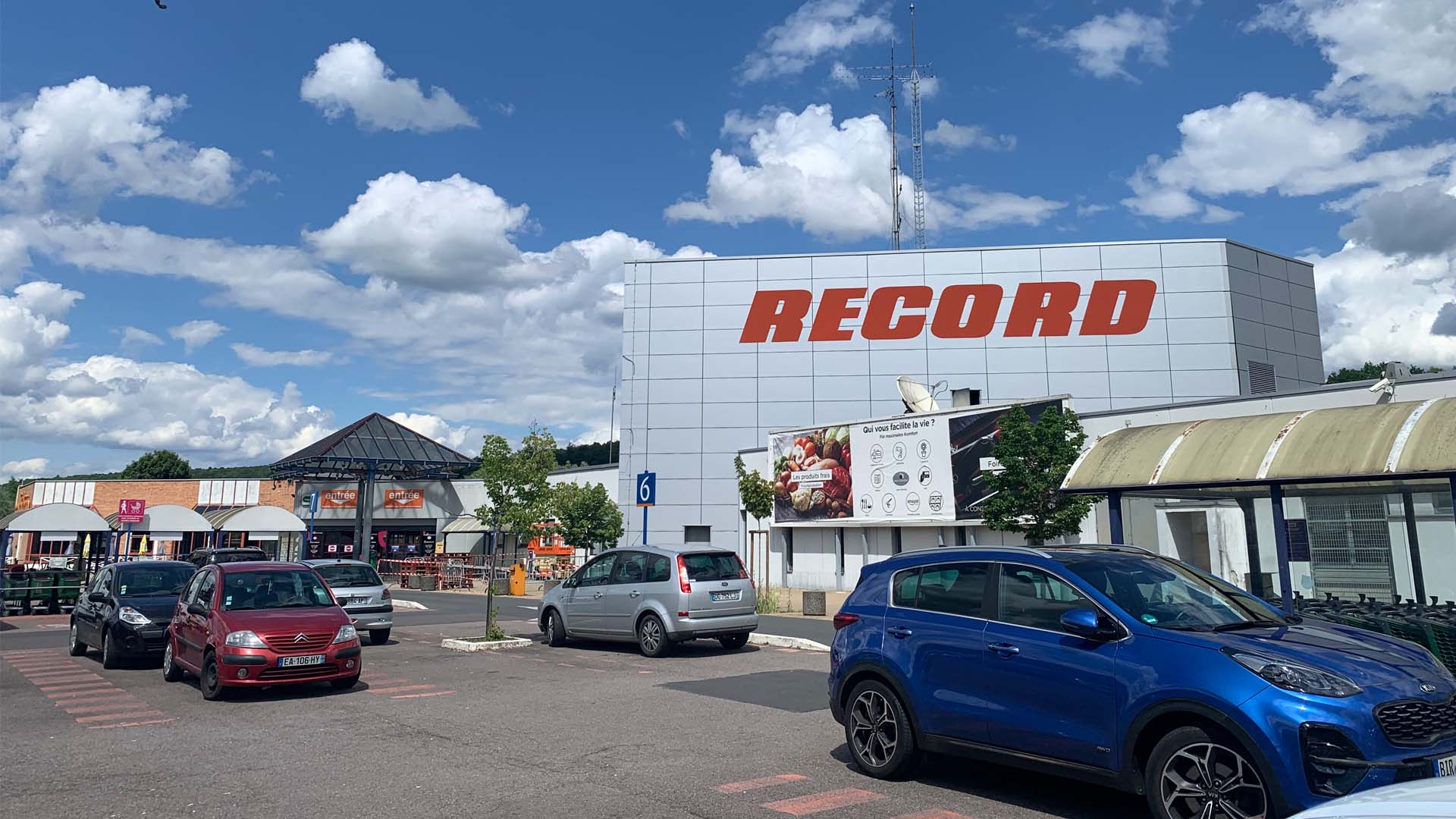
Der Record-Hypermarkt in Großblittersdorf kurz vor der Umflaggung

Ihren Ursprung hat die Kette in Frankreich. Der erste Markt wurde im September 1969 in Garges-lès-Gonesse eröffnet. Damals erfolgte der Betrieb im Franchisesystem durch Carrefour, sodass auch die Märkte als Carrefour flaggten. Kurz nach der Betriebsaufnahme des ersten französischen Marktes folgte am 4. März 1970 der zweite Standort des Landes, in Villers-Semeuse. 1974 liefen die Franchiseverträge mit Carrefour aus, die Marke Cora wurde etabliert. Bis Ende 1975 waren in Frankreich zehn Cora-Hypermärkte zu finden. In den Folgejahren (bis 1989) eröffnete im Durchschnitt alle sechs Monate ein neuer Markt. Im Jahr 1984 konnten 15 Radar-Hypermärkte übernommen werden, 1989 folgte die Société Européenne de Supermarchés, die vier Record-Hypermärkte betrieb. Seit September 1989 vertreibt man auch zahlreiche Produkte unter eigenem Namen, seit 1991 umweltschonende Produkte unter „Generation Verte“. 1996 führte man eine eigene Kreditkarte ein. Im selben Jahr erwarb Carrefour knapp 42 Prozent der Anteile an Cora. Eine weitere Übernahme erfolgte im Oktober 1997. So verkaufte Auchan drei Märkte der zuvor übernommenen Mammouth-Kette an Cora weiter. Die zuvor vom Franchisenehmer Gema betriebenen Märkte befanden sich in Arcueil, Val-d'Yerres und Thonon-les-Bains. 2001 wurde die Groupe Casino neuer Großanteilseigner, sie hielt die knapp 42 Prozent der Anteile, die zuvor Carrefour innehatte. 2006 zog sich Casino zurück.
Mit Cora en ville führte man 2017 eine neue Vertriebslinie ein. Die Märkte spezialisierten sich auf Bioprodukte und die Abholung von online getätigten Bestellungen. Der erste Standort eröffnete im gleichen Jahr in Metz. 2018 wurde der 60. Hypermarkt in Bourgoin-Jallieu eröffnen, der letzte Markt eröffnete 2019 in Les Pavillons-sous-Bois. Neben eigenen Bioprodukten führte Cora in Frankreich seit 2018 Produkte von Alnatura. Der Record-Markt in Großblittersdorf, der 1986 eröffnet wurde und im Rahmen der Übernahme durch Cora seit 1989 zum Unternehmen gehörte, wurde als letzter Record-Markt erst Anfang Juni 2022 auf Cora umgeflaggt. Als Grund wurde das zunehmend schwierige Marketing als landesweit einziger Record-Markt angegeben. Seit dem 10. Januar 2023 verzichtet man in Frankreich auf einen gedruckten Handzettel, man führt nunmehr ausschließlich digitale Angebotsseiten. Am 13. Juli 2023 gab die Groupe Louis Delhaize den Verkauf aller französischen Aktivitäten im Lebensmitteleinzelhandel, inklusive Cora, bekannt. Als Käufer kam der ehemalige Franchisegeber Carrefour zum Zug. Im Geschäftsjahr 2023 beschäftigte Cora insgesamt 22.000 Mitarbeiter und erwirtschaftete einen Umsatz von 4,1 Milliarden Euro. Die gesamte Verkaufsfläche belief sich auf rund 600.000 m². Zum 2. Juli 2024 übernahm Carrefour dabei die Filialen, nachdem die Wettbewerbsbehörde den Verkauf kurz zuvor genehmigt hatte. Carrefour plant die Umflaggung der Cora-Standorte in drei Wellen, die jeweils zwei Wochen dauern sollen, vorzunehmen. Die erste Welle startete dabei am 7. Oktober 2024, die letzte endete am 17. November 2024.

### Belgien

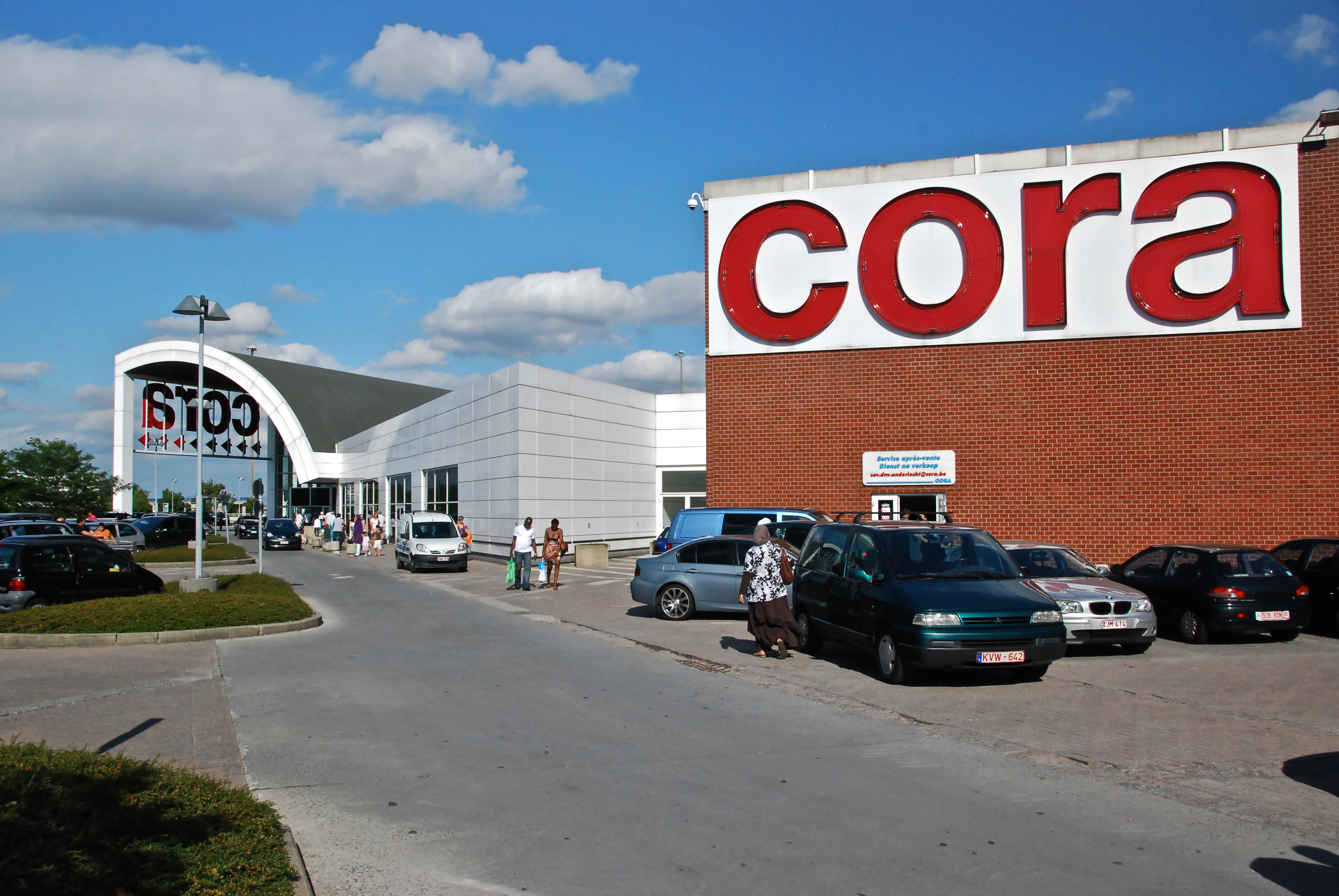
Cora-Hypermarkt in La Roue (Brüssel) im Jahr 2010

Analog zu Frankreich wurde 1969 in Hornu der erste belgische Markt eröffnet. Auch hier war man anfangs eine Kooperation mit Carrefour eingegangen. Weitere Standorte in La Louvière (1970), Rocourt (1972), Châtelineau (1974), Messancy (1974) und Woluwe-Saint-Lambert (1984) folgten in den nächsten Jahrzehnten. In Anderlecht wurde 1998 der letzte Cora-Markt Belgiens eröffnet. 2009 erwirtschaftete man einen Umsatz von über 80 Millionen Euro und beschäftigte 2850 Mitarbeiter. Neben eigenen Bioprodukten führt Cora in Belgien seit 2019 Produkte von Alnatura. Nach dem geplanten Verkauf fast aller Unternehmensbereiche, u. a. der Cora-Märkte im Ausland und dem belgischen Lebensmittelhändler Louis Delhaize (als Teil von Delfood) wird seit Januar 2025 auch über einen Verkauf oder die Schließung der belgischen Cora-Märkte spekuliert. Zur Spekulation trugen u. a. Zeitungsartikel mit besorgten Stimmen der Gewerkschaften der beschäftigten Mitarbeiter bei. Am 8. April 2025 wurde dann die Schließung aller Märkte bis Anfang 2026 bekannt gegeben. Rund 1.800 Menschen verlieren ihren Arbeitsplatz.

### Luxemburg
Der luxemburgische Markeneintritt von Cora erfolgte erst 2002, mit der Eröffnung des Marktes in Fötz, obwohl die Groupe Louis Delhaize bereits seit den 1980er-Jahren im Land vertreten ist. Ein zweiter Markt wurde 2004 in Bartringen eröffnet. Ende Juli 2023 wurde der Verkauf aller luxemburgischen Aktivitäten der Gruppe, inklusive der beiden Cora-Hypermärkte, publik. Käufer war E.Leclerc, der als französischer Händler damit nach Luxemburg expandierte. Die Übernahme erfolgte dabei Mitte November 2023. Zum damaligen Zeitpunkt wurden in beiden Standorte insgesamt rund 470 Menschen beschäftigt. Der Markt in Bartringen schloss am 10. März 2024 für einen Tag und wurde am 12. März 2024 ohne Fortführung des Namens Cora wiedereröffnet. Am 17. März 2024 schloss der Markt in Fötz, ebenfalls für einen Tag. Nach einer Übergangsphase wurden beide Märkte am 13. Mai 2024 auf E.Leclerc umgeflaggt.

### Rumänien

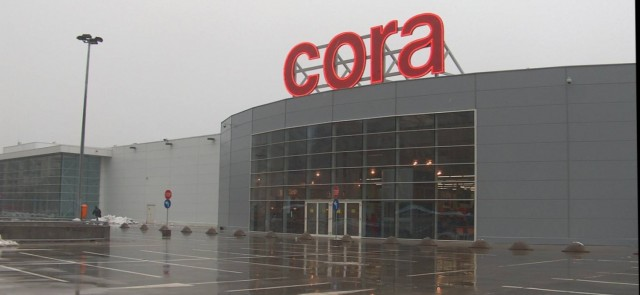
Cora-Hypermarkt in Lujerului (Bukarest) im Jahr 2010

Auf dem Gelände der ehemaligen Betonfabrik Granitul in Bukarest wurde am 1. Oktober 2003 der erste rumänische Cora-Hypermarkt eröffnet. Das Unternehmen investierte 50 Millionen Euro in die Entwicklung des Standorts. Zur Eröffnung war dies mit 16.000 m² Verkaufsfläche der größte Hypermarkt Rumäniens. 2012 bestanden alleine in Bukarest vier Märkte. Die Investitionskosten für den 2012 eröffneten vierten Markt in der Hauptstadt beliefen sich auf 47 Millionen Euro. 2019 kamen erstmals Gerüchte eines Rückzugs aus Rumänien und der Abgabe an Carrefour auf, diese bewiesen sich damals jedoch als haltlos. Mit Cora Urban war Cora seit Anfang 2021 auch mit Nachbarschaftsmärkten, die vor allem auf Convenience-Produkte ausgelegt sind, in Rumänien vertreten. Zudem können dort Online-Einkaufe abgeholt werden. Im selben Jahr betrieb Cora elf Hypermärkte in Rumänien. Ende 2021 wurden sechs Immobilien, in denen sich Cora-Märkte befinden, an den österreichischen Konzern Supernova verkauft. Cora blieb dabei selbst jedoch Mieter der Hypermarktflächen.
Am 27. April 2023 gab Carrefour bekannt, alle Cora-Aktivitäten in Rumänien zu übernehmen. Neben den zehn bestehenden Hypermärkten wurden auch die inzwischen acht Cora-Urban-Standorte übernommen. Insgesamt wechselten rund 2400 Mitarbeiter zu Carrefour. Die Übernahme wurde am 31. Oktober 2023 von der rumänischen Kartellbehörde freigegeben. Im Januar 2024 begann man mit der Umflaggung von sechs der zehn Hypermärkte, die bis September 2024 abgeschlossen sein sollte. Danach folgte die Umflaggung der restlichen Hypermärkte sowie der Nachbarschaftsmärkte, vier der Nachbarschaftsmärkte sollten geschlossen werden. Die Website cora.ro wurde zum 17. April 2024 abgeschaltet.

### Ungarn

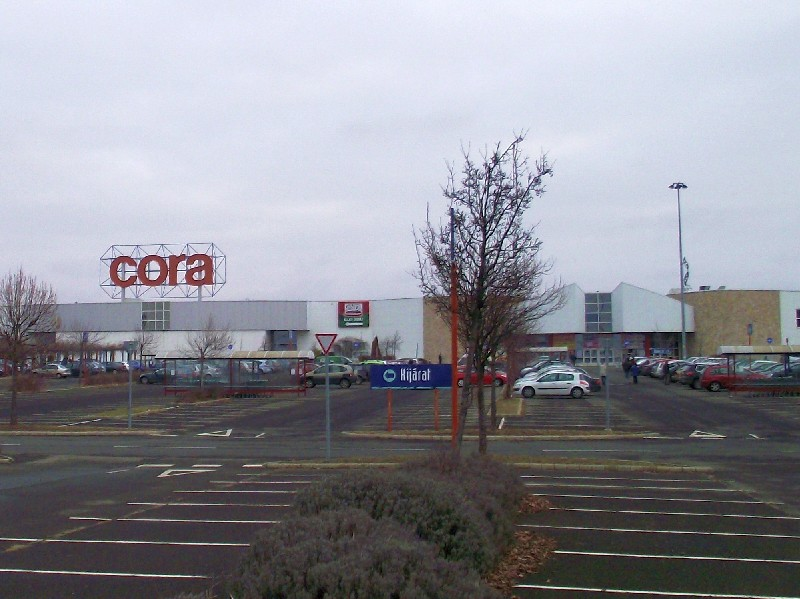
Cora-Hypermarkt in Fót im Jahr 2012

Nach Belgien expandierte man als Nächstes nach Ungarn. Am 8. Mai 1997 wurde in Törökbálint der erste Standort eröffnet, bereits ein Jahr später konnte in Budakalász der zweite Standort unweit der Hauptstadt Budapest eröffnet werden. 1999 folgten mit den Märkten in Fót (am 25. August 1999) und Szeged (am 4. November 1999) eine Verdopplung der Filialen auf vier. Im Zweijahresrhythmus wurden drei weitere Standorte in Betrieb genommen. Hierbei handelte es sich um die Märkte in Miskolc (am 25. Oktober 2000), Debrecen (am 24. Oktober 2002) und Szolnok (am 18. Mai 2004). Im Jahr 2007 konnte ein Umsatz von 119 Milliarden Forint erzielt werden. Die ungarischen Aktivitäten wurden Ende 2011 an Auchan verkauft, die Europäische Kommission stimmte dem Verkauf am 18. April 2012 zu. Zu diesem Zeitpunkt wurde in den sieben Märkten 2700 Mitarbeiter beschäftigt. Nach der Übernahme wurden alle Märkte auf Auchan umgeflaggt. Dabei begann man in Fót, gefolgt von Budakalász, Szeged, Szolnok, Miskolc und Debrecen. Am 28. September 2012 eröffnete im letzten bestehenden Cora-Markt, dem ursprünglich ersten Markt in Törökbálint, ein Auchan. Damit war der Umflaggungsprozess abgeschlossen, im Oktober 2012 wurden auch die Internetseiten offline genommen.

### Vietnam
Auch im Vietnam war Cora vertreten. Die Bourbon Group aus Frankreich erwarb dafür von Louis Delhaize die Namensrechte für den vietnamesischen Markt und gründete 1998 das Unternehmen Vindémia. Am 18. August 1998 eröffnete in Đồng Nai der erste Hypermarkt, auf einer Fläche von mehr als 1800 m². Beschäftigt wurden bis zu 391 Mitarbeiter, die Investitionskosten für den Standort beliefen sich auf etwa 54 Millionen US-Dollar. Im März 2001 und am 12. April 2001 folgten in Ho-Chi-Minh-Stadt zwei weitere Standorte. Nachdem man sich 2003 nicht auf eine Fortsetzung der Leihgabe der Namensrechte einigen konnten, wurden die Märkte auf die Vertriebslinie Big C umgeflaggt.

### Französische Überseegebiete, Madagaskar und Mauritius
Das Unternehmen Vindémia war neben Vietnam auch auf Madagaskar, Mauritius und in einem Teil der französischen Überseegebieten mit Cora-Märkten vertreten. Am 19. Oktober 2000 eröffnete das Unternehmen in Antananarivo, der Hauptstadt Madagaskars, einen 6500 m² großen Hypermarkt. Im Sommer 2003 wurde der Wechsel der Bourbon Group, deren Tochtergesellschaft Vindémia war, zur Groupe Casino bekannt. Infolgedessen flaggten die Märkte auf Jumbo Score um. Nach August 2003 begann die Umflaggung auf Mauritius, es folgten die Standorte in Madagaskar, Mayotte und Réunion.

## Cora als Handelsmarke
Ab 1989 entwickelte Cora verschiedene Handelsmarken. Im selben Jahr wurde die Handelsmarke Les produits cora entwickelt und Anfangs 500 Artikel unter der Marke lanciert. Neben Cora waren die Produkte der Handelsmarke auch bei der zur Groupe Louis Delhaize gehörenden Supermarktketten Match und Smatch zu finden. Später wurde für Kinder zwischen sechs und zehn Jahren eine abgewandelte Cora-Handelsmarke mit den Maskottchen Kida und Kido entwickelt.
In Frankreich wurde im Zuge der Übernahme der Cora- und Match-Märkte das Sortiment angepasst, sodass ab September 2024 Produkte von Carrefour-Handelsmarken zu finden waren. Zum Zeitpunkt der Übernahme umfasste das Sortiment der Handelsmarke mehr als 3.500 Artikel im Lebensmittel- und Non-Food-Bereich.